# Disney's World of Color
Disney's World of Color est un spectacle nocturne de Disney composé d'effets hydrotechniques et pyrotechniques. Ce spectacle est donné à Disney California Adventure (Californie) depuis le 11 juin 2010.

## Historique et concept
Ce spectacle a été annoncé pour la première fois à l'automne 2007 comme un élément du plan d'agrandissement de Disney's California Adventure. Le principe du spectacle est d'utiliser le lac de Paradise Pier comme lieu pour des effets hydrotechniques et pyrotechniques dont des murs d'eau servant d'écran pour projeter des extraits de films de Disney. Sur certains point, le spectacle reprend des bases de Fantasmic! présenté à Disneyland depuis 1992. Le nom du spectacle est un hommage à l'émission de télévision The Wonderful World of Disney
Les premiers tests ont eu lieu en 2007 avec une barge placée au milieu du lac artificiel qui a permis d'orienter ou valider certains concepts. En novembre 2008, le lac a été vidé afin d'entamer la construction des infrastructures. En janvier 2009 la construction d'une plateforme pour les jets d'eau et les lumières a été commencée. À partir de novembre 2009, le lac a été remis en eau et des tests ont débuté à partir de 9 janvier 2010 lorsque le parc était fermé.
Le 6 avril 2010, un test de 25 min, soit la durée moyenne d'un spectacle nocturne Disney, a été observé et filmé par des visiteurs depuis l'extérieur du parc, puis des extraits ont posté sur Internet. Le 20 avril 2010, la presse a annoncé la première du spectacle pour le 11 juin 2010. Le spectacle de 26 minutes a nécessité un budget de 75 millions de $.
Le 17 février 2019, Disneyland annonce la reprise du spectacle World of Color suspendu depuis presque un an à compter du 1er mars 2019.

## Le spectacle

### Informations techniques
La plateforme construite à Disney California Adventure comprend
- plus de 1 200 fontaines pouvant propulser l'eau à 200 pieds (61 m) de haut. Chaque fontaine possède un anneau de LED pour « colorer » l'eau.
- Un mur d'eau de 380 pieds (116 m) de long permet de projeter des extraits vidéos.
- des jets pyrotechniques capable de lancer des flammes de 50 pieds (15 m)[7].
- des effets de brouillard et des lasers[8]
- des dômes de projection cachés sous l'eau et émergeant pour diffuser un contenu vidéo ou projeter de la lumière[9]

En plus de la plateforme, le pourtour du lac comprend des tours de projecteurs cachées dans des fausses caisses.
Les séquences d'animation ont été créées en animation papier par Megan Brain.
La musique a été composée par Mark Hammond et Dave Hamilton et enregistrée aux Studios Abbey Road à Londres avec un orchestre de plus de cent musiciens.

### Les chansons
Le spectacle est composé de plusieurs extraits de chansons Disney dont voici une liste dans l'ordre d'utilisation dans le spectacle :
- Walt Disney's Wonderful World of Color intro
- La Petite Sirène
  - "Part of Your World"
  - "Under the Sea"
- Le Monde de Nemo
- "Pines Of Rome" (de Fantasia 2000)
- "Define Dancing" (de WALL-E)
- Toy Story et Toy Story 2
- Là-haut
- Aladdin
  - "A Whole New World"
  - "Friend Like Me"
- Fantasia 2000
  - "Spring Sprite"
- Pocahontas
  - "Just Around the Riverbend"
  - "Farewell"
- 1 001 Pattes
- Le Vieux Moulin

"Little April Showers" (de Bambi)
- Pirates of the Caribbean
  - "Yo Ho (A Pirate's Life for Me)"
  - "He's A Pirate" (de Pirates des Caraïbes : La Malédiction du Black Pearl)
- Firebird Suite
- "Hellfire" (de Le Bossu de Notre-Dame)
- Night on Bald Mountain (de Fantasia)
- Le Roi lion
- "So Close" (de Il était une fois)
- Bambi
- Dumbo
- Tarzan
- La Belle et le Clochard
- La Fée Clochette
- La Princesse et la Grenouille
- La Belle et la Bête
  - "Beauty and the Beast"
- Blanche-Neige et les Sept Nains
- La Belle au bois dormant
- Cendrillon
- Alice au pays des merveilles
- Lilo et Stitch
- L'Apprenti sorcier (de Fantasia)
- Walt Disney's Wonderful World of Color Final